# Recai Hallaç
Recai Hallaç (* 1962 in Istanbul) ist ein türkischer Schauspieler, Simultandolmetscher und literarischer Übersetzer aus dem Türkischen.

## Leben
Hallaç wuchs in seiner Geburtsstadt Istanbul auf und besuchte dort die deutsch-türkische Schule İstanbul Lisesi. Eine Ausbildung zum Simultandolmetscher erhielt er in Brüssel, danach lebte er wieder in Istanbul. 1990 übersiedelte er nach Deutschland. 
Hier war Hallaç zunächst als Redakteur, Sprecher und Schauspieler bei dem WDR Funkhaus Europa, insbesondere beim Köln Radyosu und der türkischen Redaktion der Deutschen Welle tätig. Eigene Theaterprojekte führten Hallaç nach Österreich und Zypern. Mit dem Theater an der Ruhr, wo er fünf Jahre unter Roberto Ciulli als Schauspieler arbeitete, trat er auch in Bogotá, Istanbul, Kairo, Sarajevo und Teheran auf.
2008 gründete er den Verlag „Edition Galata“. 2001 hatte er bereits den Roman Botenkindermorde von Perihan Mağden ins Deutsche übertragen. Weitere Übersetzungen von Aslı Erdoğan Der wundersame Mandarin und Ahmet Ümit Patasana folgten, erschienen bei "Edition Galata". Weitere Übersetzungen waren der Erzählband Warten auf die Angst (Korkuyu beklerken) von Oğuz Atay und der Roman Der hinkende Rhythmus (Aksak ritim) von Gaye Boralıoğlu. Beide Bücher sind beim Binooki Verlag erschienen. Zuletzt übersetzte er den Roman Madonnas letzter Traum (Madonna'nın Son Hayali) von Doğan Akhanlı. Das Buch erschien 2019 beim Sujet-Verlag. 
Hallaç tritt auch als Rezitator in Erscheinung und hatte kleinere Rollen beim Film. 2006 sprach er den Teekoch aus Pamuks Schnee für eine Hörspielfassung des NDR und des Deutschlandradios. Autoren wie Orhan Pamuk oder Ahmet Ümit begleitete Hallaç überdies auf Lesungen als Übersetzer.

## Audio
- Ist die Türkei noch eine Demokratie? Der Autor Recai Hallac im Gespräch Deutschlandfunk 24. Januar 2016 "Kulturfragen" 25.06 Minuten (1/2 Jahr online) Textversion Ist die Türkei noch eine Demokratie? Recai Hallac im Gespräch mit Martin Gerner